# Kostjantyn Pawlow

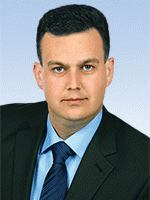
Kostjantyn Pawlow, 2017

Kostjantyn Jurijowytsch Pawlow (ukrainisch Костянтин Юрійович Павлов; * 12. Januar 1973 in Krywyj Rih, Ukrainische SSR; † 15. August 2021 in Wilne, Oblast Dnipropetrowsk, Ukraine) war ein ukrainischer Politiker und Abgeordneter der Werchowna Rada sowie vom 17. Dezember 2020 bis zu seinem Tod am 15. August 2021 der Bürgermeister von Krywyj Rih. Er gehörte der prorussischen Partei Oppositionsplattform – Für das Leben an. Er wurde in seinem Landhaus getötet.

## Biografie
Kostjantyn Pawlow kam als Sohn einer ortsansässigen Krywyj Riher Familie zur Welt. Sein Vater war Angestellter der Produktionsgenossenschaft Kryvbasruda und seine Mutter war Kassiererin auf dem Hauptpostamt.
Im Jahr 1992 schloss er die technische Fachschule mit der Qualifikation eines Elektroinstallateurs der 4. Kategorie ab und begann als Elektroinstallateur im Steinbruch der Südbergbau- und Verarbeitungsbetriebe zu arbeiten. Er absolvierte ein berufsbegleitendes Studium zum Wirtschaftswissenschaftler an der Überregionalen Akademie für Personalmanagement und schloss sein Studium an der Internationalen Universität LINK mit einem Diplom in Unternehmensführung ab.
Im Jahr 1996 wurde er zum stellvertretenden Direktor von Krywbassconsulting ernannt, von 1998 bis 1999 zum Direktor. Im Jahr 1999 wurde er zum stellvertretenden Leiter der Verkaufs- und Außenhandelsabteilung des Bergbau- und Aufbereitungswerks Juschny ernannt. Seit 2002 war er erster stellvertretender Direktor und geschäftsführender Direktor des Surikow-Werks in Krywyj Rih.
Im Jahr 2005 trat er der Partei der Regionen bei. Im Jahr 2006 wurde er der erste stellvertretende Bürgermeister von Krywyj Rih. In den Jahren 2006 und 2010 wurde er zum Abgeordneten des Regionalrats von Dnipropetrowsk gewählt. Im Jahr 2010 leitete er den Ständigen Ausschuss für kommunales Eigentum, Wohnungswesen und Versorgungsbetriebe des Regionalrats von Dnipropetrowsk. Seit 2010 Leiter der Stadtorganisation Krywyj Rih der Partei der Regionen. Seit Oktober 2012 war er Leiter des Fußballverbands von Krywyj Rih.
Im Jahr 2012 wurde er als Abgeordneter der Ukraine der 7. Einberufung von der Partei der Regionen im Einzelmandatswahlkreis Nr. 31 gewählt. Er erhielt 43,37 % der Stimmen.
Im Jahr 2014 wurde er erneut zum Abgeordneten der Ukraine gewählt. Gewählt im Einzelmandatswahlkreis 31, selbst nominiert. Er wurde Mitglied der parlamentarischen Oppositionsfraktion Bloc.
Am 25. Dezember 2018 wurde er in die Liste der russischen Sanktionen aufgenommen.
Bei den Kommunalwahlen 2020 kandidierte er für die Oppositionspartei Plattform – Für das Leben für das Amt des Bürgermeisters von Krywyj Rih; nach der ersten Runde am 25. Oktober belegte er mit 9,15 % der Stimmen den dritten Platz und kam nicht in die zweite Runde, da er gegen den amtierenden Bürgermeister Jurij Wilkul und den Kandidaten der Diener des Volkes, Dmytro Schewtschyk, verlor. Am 17. November kündigte Wilkul in einer Ansprache an, dass er seine Kandidatur „aus gesundheitlichen Gründen“ zugunsten von Pawlow zurückziehe und rief die Einwohner von Krywyj Rih auf, diesen zu unterstützen.
Bei der Stichwahl am 6. Dezember gewann er die Wahl zum Bürgermeister von Krywyj Rih mit 56,97 % der Stimmen. Der Kandidat Dmytro Schewtschyk erhielt 69.369 Stimmen.
Pawlow war verheiratet und zog einen Sohn auf.
Am 15. August 2021 berichteten die Medien, dass Pawlow in seinem Haus im Dorf Wilne im Rajon Krywyj Rih erschossen aufgefunden wurde.